# Ulrich Mense
Ulrich Mense (Rostock, 29 de janeiro de 1927 — 14 de fevereiro de 2003) é um velejador alemão, medalhista olímpico. Ele competiu nos Jogos Olímpicos de Verão de 1964 na classe Dragon e conquistou a medalha de prata, ao lado de Peter Ahrendt e Wilfried Lorenz, como representantes da Equipe Alemã Unida.
O montador de máquinas treinado praticava seu esporte no SC Empor Rostock. A partir de 1957 navegou na classe Dragon com o timoneiro Peter Ahrendt, e, a partir de 1959, Wilfried Lorenz foi o terceiro homem no barco. Esta tripulação ganhou cinco títulos de campeonato da RDA com o iate Mutafo de 1960 a 1963 e em 1965. Em 1960 e 1962, a tripulação venceu a Semana do Mar Báltico ao largo de Warnemünde. Após sua ativa carreira esportiva, Mense trabalhou como membro voluntário do conselho do SC Empor. Em sua função principal, o engenheiro-economista era responsável por equipar a frota de alto mar como chefe de departamento da colheitadeira de pescado.